# Barraques de pedra seca de Vacarisses
Les Barraques de pedra seca de Vacarisses són un conjunt de sis barraques de pedra seca de Vacarisses (Vallès Occidental) protegides de manera individual com a Bé Cultural d'Interès Local.

## La Barronca
Es tracta d'una barraca de vinya exempta, de planta quadrangular, coberta amb falsa cúpula. Té dues entrades allindades, ja que l'espai és doble, en destaca la porta principal, amb la llinda amb la inscripció "1901" emmarcada. La barraca està construïda amb blocs de pedra petita disposada ordenadament. La cúpula està feta pel sistema d'aproximació de filades, en què cada filada es projecta una mica més endins del recinte que la filada anterior. La cúpula conserva la capa protectora exterior de terra sobre la qual creix vegetació.

## De la zona de Torrella 1
Es tracta d'una barraca de vinya exempta, de planta quadrangular, coberta amb falsa cúpula. La porta principal, orientada al sud, té llinda de pedra. Està construïda amb blocs de pedra de diferents mides disposats ordenadament. La cúpula està feta pel sistema d'aproximació de filades, en què cada filada es projecta una mica més endins del recinte que la filada anterior. La cúpula conserva la capa protectora exterior de terra sobre la qual creix vegetació.

## De la zona de Torrella 2
Es tracta d'una barraca de vinya exempta, de planta quadrangular, coberta amb falsa cúpula. La porta principal, orientada al sud, té llinda de pedra. Està construïda amb blocs de pedra de diferents mides disposats ordenadament. La cúpula està feta pel sistema d'aproximació de filades, en què cada filada es projecta una mica més endins del recinte que la filada anterior. La cúpula conserva la capa protectora exterior de terra sobre la qual creix vegetació.

## De la zona de Torrella 3
Es tracta d'una barraca de vinya exempta formada per dos cossos. El principal, corresponent a la barraca és de planta circular, coberta amb falsa cúpula. La porta principal, orientada al sud, té llinda de pedra. Està construïda amb blocs de pedra de diferents mides disposats ordenadament. La cúpula està feta pel sistema d'aproximació de filades, en què cada filada es projecta una mica més endins del recinte que la filada anterior. Al costat hi ha una segona construcció de planta rectangular amb la coberta esfondrada, i que servia per guardar l'animal.

## De la zona de Torrella Orpina
Es tracta d'una barraca de vinya exempta, de planta quadrangular, coberta amb falsa cúpula. La porta principal, orientada al sud, té llinda de pedra. Està construïda amb blocs de pedra de diferents mides disposats ordenadament. La cúpula està feta pel sistema d'aproximació de filades, en què cada filada es projecta una mica més endins del recinte que la filada anterior. Encara està en ús.

## De la zona de Torrella darrere el polígon
Es tracta d'una barraca de vinya exempta, de planta circular, coberta amb falsa cúpula. La porta principal, orientada al sud, té llinda de pedra. Està construïda amb blocs de pedra de diferents mides disposats ordenadament. La cúpula està feta pel sistema d'aproximació de filades, en què cada filada es projecta una mica més endins del recinte que la filada anterior. Conserva la capa protectora exterior de terra sobre la qual creix Es tracta d'una barraca de vinya exempta, de planta quadrangular, coberta amb falsa cúpula. La porta principal, orientada al sud, té llinda de pedra. Està construïda amb blocs de pedra de diferents mides disposats ordenadament. La cúpula està feta pel sistema d'aproximació de filades, en què cada filada es projecta una mica més endins del recinte que la filada anterior. Encara està en ús.